# Castillo de Canena (empresa)
Castillo de Canena es una empresa española productora de aceites de oliva virgen extra de Jaén, en Andalucía, cuyos inicios se remontan a 1780. En la actualidad se encuentra entre las empresas aceiteras más premiadas de todo del mundo llegando a considerarse el 'Vega Sicilia' del aceite de oliva.
Castillo de Canena exporta a más de 40 países en los cinco continentes, lo que supone alrededor de un 80% de su facturación. Entre sus marcas más reconocidas se encuentran: Reserva Familiar, Primer Día de Cosecha, Biodinámico Picual, Arbequino al Humo de Roble y Royal Temprano. Cuentan con una larga lista de premios y reconocimientos a la calidad de los productos que elaboran.

## Historia

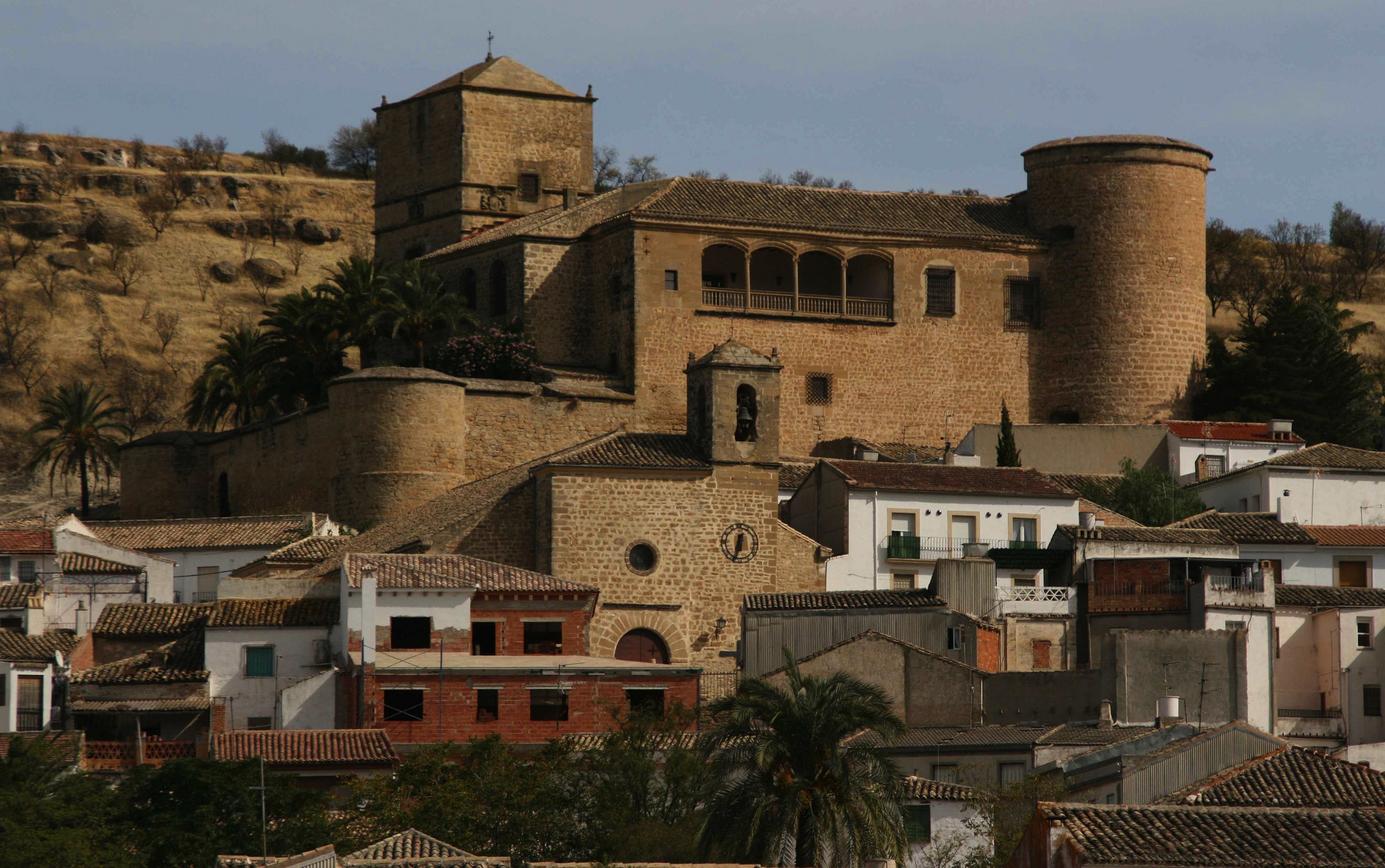
El castillo de Canena es propiedad de la familia Vañó

Los primeros documentos que confirman la relación de la familia Vañó, propietaria de Castillo de Canena, con el campo y los olivares datan de 1780. En 2005 la familia decidió empezar a comercializar un aceite de oliva extra virgen de calidad con el nombre de Castillo de Canena Olive Juice.
Rosa Vañó, directora comercial de la compañía, dejó su puesto de responsabilidad en Coca Cola para dedicarse en exclusiva al negocio familiar, convirtiéndose en pocos años en una de las emprendedoras más admiradas dentro del sector. También ha sido considerada en 2013 y 2014 una de las 100 mujeres más influyentes en España. Algo parecido hizo su hermano, Francisco Vañó, quien abandonó un alto puesto en el Banco Santander para convertirse en el director general de Castillo de Canena.

## Productos
Reserva Familiar: Es el buque insignia de la empresa. De cosecha temprana, se elabora en las varietales de arbequino y picual.
Primer Día de Cosecha: También en las varietales de picual y arbequina es una edición limitada del aceite recolectado el primer día de la cosecha. Cada año una personalidad de las artes, ciencias, sociedad... Hasta ahora han participado Fernando Alonso en 2013, Ainhoa Arteta, Alejandro Sanz en 2012 y Pau Gasol en 2011, entre otros, han puesto nombre a alguna edición. Roberto Verino ha sido el encargado de ponerle nombre a la cosecha de 2014.
Biodinámico Picual: La agricultura biodinámica se considera un paso adelante del cultivo ecológico, y se basa en la armonización entre las distintas fuerzas de la Naturaleza, tales como las estaciones, los ciclos de la luna, la posición de las constelaciones. La idea de base es encontrar el equilibrio entre la Naturaleza y el Hombre. En 2014 consiguió la certificación Démeter que asegura que los procedimientos propios de un producto biodinámico son válidos.
Arbequino al Humo de Roble: Se trata del primer y único aceite infusionado en frío con humo de roble.
Cata Horizontal: Experimento gastronómico para observar la evolución de los aceites durante los meses de octubre, noviembre y diciembre.
Royal Temprano: Primer aceite lanzado de la variedad royal, varietal autóctona de la provincia de Jaén que estuvo al borde de la extinción y que Castillo de Canena ha rescatado.

## Proceso de producción
Castillo de Canena controla todo el proceso de elaboración, desde la selección y recogida de aceitunas hasta el embotellamiento y la comercilización del producto, por lo que se asegura una completa trazabilidad y se asegura imprimir la calidad propia de este aceite de oliva virgen extra.

## Premios y reconocimientos
Castillo de Canena tiene un extenso palmarés de premios, nacionales e internacionales. Entre ellos:
- Premio Mario Solinas, organizado por el Consejo Oleicola Internacional, a AOVE Reserva Familiar Picual en 2018[16][17]
- Premio Alimentos de España 2017 de MAPAMA en la modalidad de producción ecológica 2017[7][18]
- Finalista de los premios UK Packaging (2017)[19]
- Premier y Medalla de Oro en la competición Olive Japan 2016[20]
- Mejor Aceite de Oliva Monocultivar, por Gino Celleti[21]
- Máxima puntuación en los Premios Internacionales Flos Olei en 2015 y 2016[20][22]
- Premio al Mejor Aceite Afrutado Intenso de MAPAMA (2015)[23]
- Medalla de oro en la Olive Oil Competition de China (2014)[24]
- Premiados en la Olive Oil Competition de Japón (2014)[25]
- New York Olive Oil Competition (EE. UU.) plata para RF Arbequino (2013)
- Gourmesse (Suiza) Royal Temprano (2013)
- Academia del Medio Ambiente de Andalucía (España) Premio I+D+I+E (2012)
- Premio a la Internacionalización de MAPAMA (2012)
- Sol de Verona (Italia) GRAN MENCIÓN RF Arbequino (2013) y RF Picual (2012, 2011)
- Olive Oil Award (Suiza) PLATA para Royal Temprano (2012)
- Selection Magazine (Alemania) MAXIMA PUNTUACIÓN (5 estrellas) para RF Picual y Royal Temprano y 4 estrellas para RF Arbequino (2012)
- Extrascape (Italia) PRIMERA clasificación (2012)
- Leone d´Oro dei Mastri Oleari (Italia) GRAN MENCIÓN RF Picual (2012)
- Ronda Iberia (España) RF Picual (2011)
- Gold Prestige Medal Competition (Israel) RF Picual - ORO (2010)
- Pentawards al mejor envase (Int) Cata Horizontal - Plata (2010)
- Lo Mejor de la Gastronomía” (España) Royal Temprano (2010)
- Gastrotur (República Checa) el mejor AOVE de producción integrada RF Picual y RF Arbequina (2010)
- Los Angeles Extra Virgin Olive Oil (EE. UU.) ORO (2007), RF Picual es el mejor frutado ligero (2010)
- Premio Mejor Producción Agraria de MAPAMA (2009)
- Expoliva (España) GRAN Picual (2007)
- Coq D’or (Francia) Primer y único aceite en ganar el Coq D’or (2006)
- Horecca Food Fair (Praga) Mejor producto (2006)
- Guía “Lo Mejor de la Gastronomía”(España) 9,25 puntos (2006)